# Douglas de Souza
Pour les articles homonymes, voir Souza.
Douglas de Souza, né le 6 août 1972 à São Bernardo do Campo et mort le 13 décembre 1998, est un athlète brésilien, spécialiste du saut en longueur.

## Biographie
Sélectionné dans l'équipe des Amériques lors de la Coupe du monde des nations 1994, à Londres, Douglas de Souza se classe deuxième de l'épreuve du saut en longueur, derrière le Britannique Fred Salle, avec un saut à 7,96 m. 
Le 15 février 1995, à São Paulo, il établit un nouveau record du Brésil en atteignant la marque de 8,40 m (+ 1,4 m/s). Il remporte les championnats d'Amérique du Sud 1995, à Manaus, en améliorant le record de la compétition avec un saut à 8,05 m. Il participe aux championnats du monde de 1995 et aux Jeux olympiques de 1996 mais s'incline dès les qualifications.
Il décède le 13 décembre 1998 à l'âge de vingt-six ans dans un accident de voiture, lors d'un retour d'une fête, dans les environs de São Paulo, au Brésil.

### Palmarès
| Date | Compétition                    | Lieu    | Résultat | Performance |
| ---- | ------------------------------ | ------- | -------- | ----------- |
| 1994 | Coupe du monde des nations     | Londres | 2e       | 7,96 m      |
| 1995 | Championnats d'Amérique du Sud | Manaus  | 1er      | 8,05 m      |

### Records
| Épreuve          | Performance | Lieu      | Date            |
| ---------------- | ----------- | --------- | --------------- |
| Saut en longueur | 8,40 m      | São Paulo | 15 février 1995 |